# Киемас, Тофик
Тофик Киемас (индон. Taufiq Kiemas, Taufik Kiemas; род. 31 декабря 1942, Джакарта — 8 июня 2013, Сингапур) — индонезийский политический деятель. Председатель Народного консультативного конгресса Индонезии (2009—2013). Муж Мегавати Сукарнопутри, первый джентльмен Индонезии в 2001—2004 годах.

## Биография
Тофик Киемас родился 31 декабря 1942 года в Джакарте.
В 1973 году вступил в брак с Мегавати Сукарнопутри, став её третьим мужем. Вместе с женой активно участвовал в деятельности Демократической партии борьбы Индонезии, с 2008 года возглавлял её исламское религиозное крыло. Был одной из ключевых фигур партии, часто выступал в СМИ с комментариями относительно событий индонезийской политической жизни — таких, например, как подготовка к парламентским и президентским выборам 2014 года, — а также событий партийной жизни. При этом по ряду вопросов его мнение отличалось от мнения Мегавати.
В 2000 году Киемас прошёл шунтирование в австралийской клинике, после чего вскоре был госпитализирован из-за возникших после процедуры осложнений.
3 октября 2009 года избран на пост председателя Народного консультативного конгресса Индонезии, занимая его до самой смерти.
В декабре 2012 года, к 70-летию Киемаса, была опубликована его биография «Национальный дух по-прежнему жив» (индон. Gelora Kebangsaan Tak Kunjung Padam), содержащая как воспоминания об отдельных эпизодах его жизни, так и размышления по различным вопросам.
Тофик Киемас скончался 8 июня 2013 года в Сингапурском главном госпитале от сердечного приступа. На следующий день его тело было доставлено в Джакарту на грузовом самолёте ВВС Индонезии Lockheed C-130 Hercules, после чего он был похоронен на кладбище героев Калибата с государственными почестями. На церемонии похорон присутствовало несколько сотен политических и общественных деятелей национального масштаба во главе с президентом Индонезии Сусило Бамбангом Юдойоно.

## Семья
В семье Тофика Киемаса и Мегавати было трое детей. Двое из них, Мохаммад Ризки Прамата (индон. Mohammad Rizki Pramata) и Мохаммад Пранада Прабово (род. 1970) — дети Мегавати от первого брака со старшим лейтенантом ВВС Индонезии Суриндро Сурьярсо. Третий — дочь Пуан Махарани, продолжившая политическую династию. В 2009—2014 годах она была депутатом Совета народных представителей (2009—2014), в последние два года возглавляла фракцию Демократической партии борьбы Индонезии в СНП. В 2014 году была назначена министром-координатором по вопросам человеческого развития и культуры в кабинете президента Джоко Видодо.

## Награды
- Орден Звезды Махапутра 5 степени (2002)[9].